# Ґузув (Шидловецький повіт)
Ґузув (пол. Guzów) — село в Польщі, у гміні Оронсько Шидловецького повіту Мазовецького воєводства.
Населення — 207 осіб (2011).
У 1975-1998 роках село належало до Радомського воєводства.

## Демографія
Демографічна структура станом на 31 березня 2011 року:
|          | Загалом | Допрацездатний вік | Працездатний вік | Постпрацездатний вік |
| -------- | ------- | ------------------ | ---------------- | -------------------- |
| Чоловіки | 110     | 19                 | 79               | 12                   |
| Жінки    | 97      | 29                 | 50               | 18                   |
| Разом    | 207     | 48                 | 129              | 30                   |